# Замёрзшие души
«Замёрзшие души» (англ. Cold Souls) — кинофильм режиссёра Софи Бартез, вышедший на экраны в 2009 году.

## Сюжет
Актёр Пол Джаматти репетирует роль дяди Вани в одноимённой пьесе Чехова, однако у него ничего не выходит: он явно находится в творческом кризисе. Чтобы прекратить его душевные терзания, один из друзей советует ему обратиться в «Хранилище душ», фирму, которая извлекает человеческие души, хранит их и даже может предложить широкий выбор новых душ, контрабандно поступающих в основном из России. Пол, который к этому моменту уже совсем извёлся, соглашается на операцию, однако без души он оказывается неспособен играть в театре. Тогда он решает пересадить себе душу русского поэта, однако его чувства столь обостряются, что он решает вернуть свою первоначальную душу. И тут выясняется, что она бесследно исчезла из хранилища.

## В ролях
- Пол Джаматти — Пол Джаматти
- Дэвид Стрэтэйрн — доктор Флинтштейн
- Дина Корзун — Нина / Ольга Спатова
- Эмили Уотсон — Клэр
- Кэтрин Уинник — Света
- Лорен Эмброуз — Стефани
- Сергей Колесников — Дмитрий
- Борис Лёскин — донор души
- Оксана Лада — Саша
- Наталья Зверева — Блондинка
- Анна Дюкова — Ольга
- Борис Киевский — Олег
- Григорий Коростышевский — Игорь
- Mихаил Aронов — мафиозо
- Саша Лузанов — продавец
- Юлия Яковлева — парикмахер
- Татьяна Егорова — супервайзер
- Светлана Киреева — квартирная хозяйка
- Наталья Дворецкая — красотка

## Награды и номинации
- 2009 — приз лучшему актёру на кинофестивале в Карловых Варах (Пол Джаматти).
- 2009 — номинация на приз «Хрустальный глобус» кинофестивале в Карловых Варах (Софи Бартез).
- 2009 — номинация на приз за лучший фильм Каталонского кинофестиваля в Сиджесе (Софи Бартез).
- 2009 — номинация на Гран-при кинофестиваля «Санденс» (Софи Бартез).
- 2010 — три номинации на премию «Независимый дух»: лучший первый сценарий (Софи Бартез), лучшая операторская работа (Андрей Парех), лучшая актриса второго плана (Дина Корзун).

## Съёмки
Фильм снимался в Нью-Йорке и Санкт-Петербурге.